# 罗日运
罗日运（1914年5月29日—2011年4月9日），曾用名罗日润，男，江西泰和人，中华人民共和国政治人物，曾任中华人民共和国第二轻工业部、第六机械工业部副部长，第五、六届全国人大代表。